# حصن الإكلوز

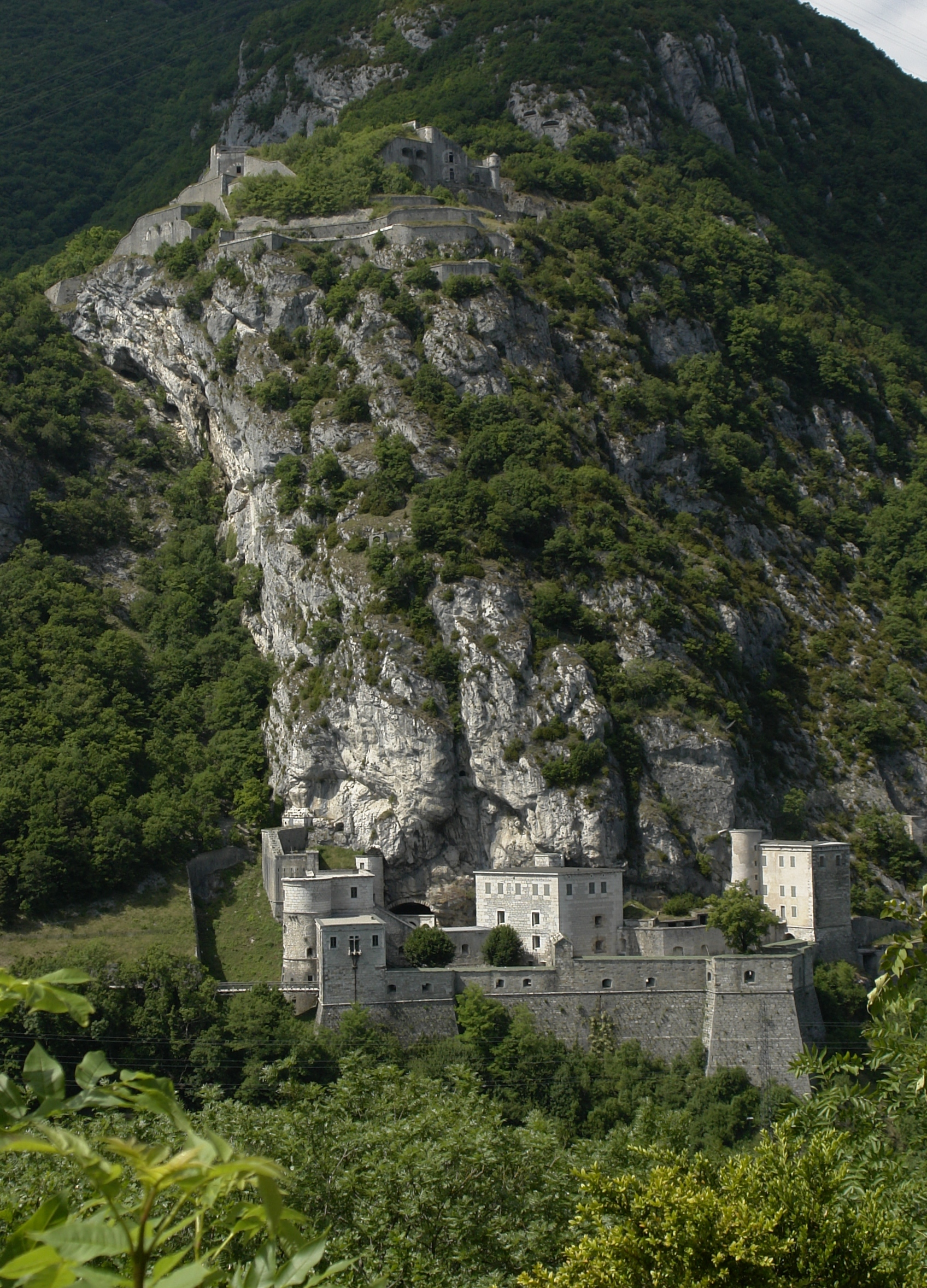
حصن الإكلوز

حصن الإكْلُوز (بالفرنسية: Fort l'Écluse) هو حصن عسكري في لياز في أين بالقرب منكُلُنج في شرق فرنسا. الرون كمدخل طبيعي إلى فرنسا من سويسرا بين جبال فواتشي وجبال الجورة.
انتهى بناء الحصن الذي أنشأه دوق سافوي من قبل سِبَستيان فوبان في عهد الملك لويس الرابع عشر. دمره النمساويون عام 1815 لكن الفرنسيين أعادوا بنائهه. في الوقت نفسه جرى تقويته وتدعيمه بشكل كبير. يتقاطع الطريق السريع مع جزء من هذا التحصين.

## الصور

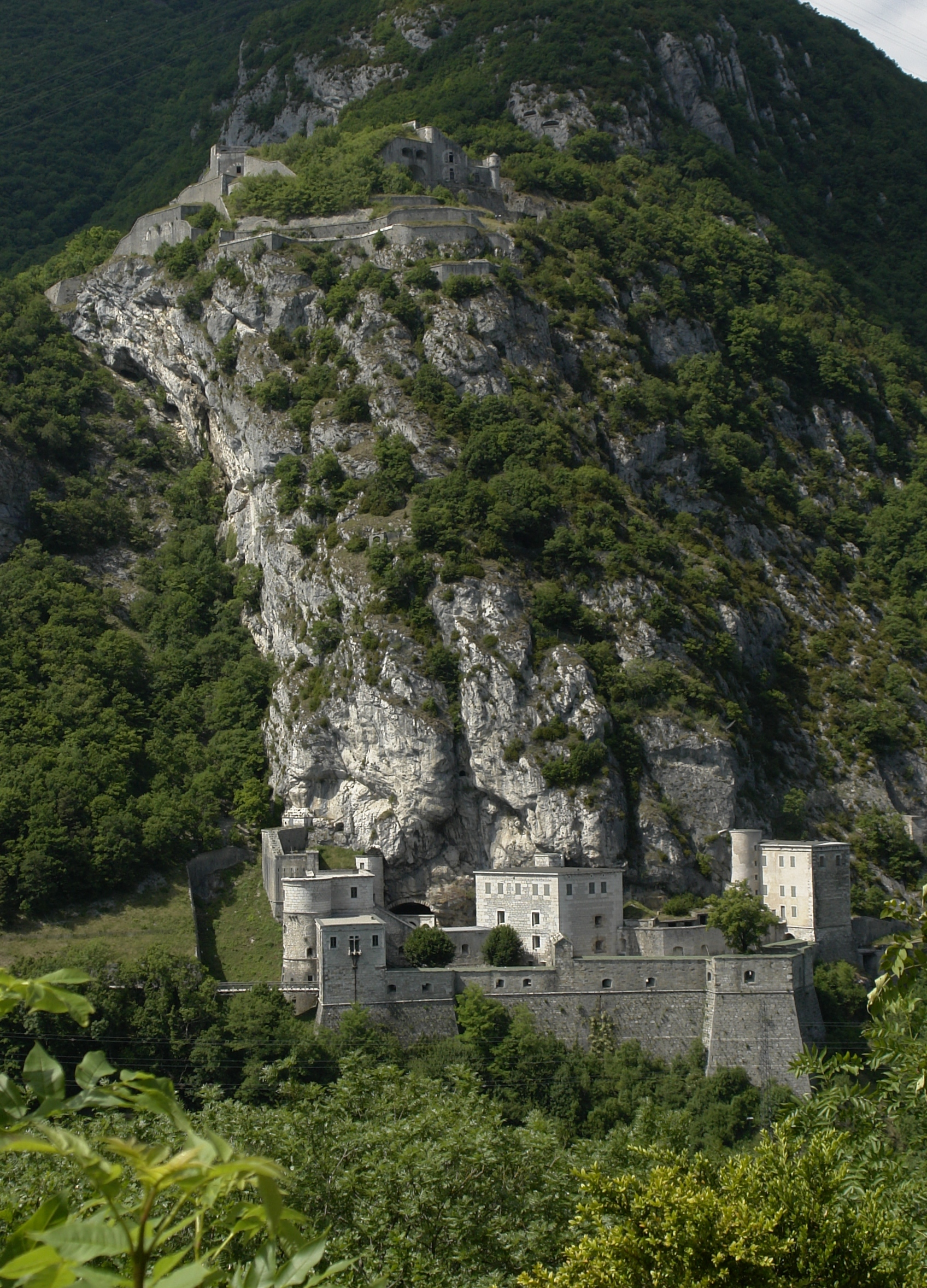
منظر عام
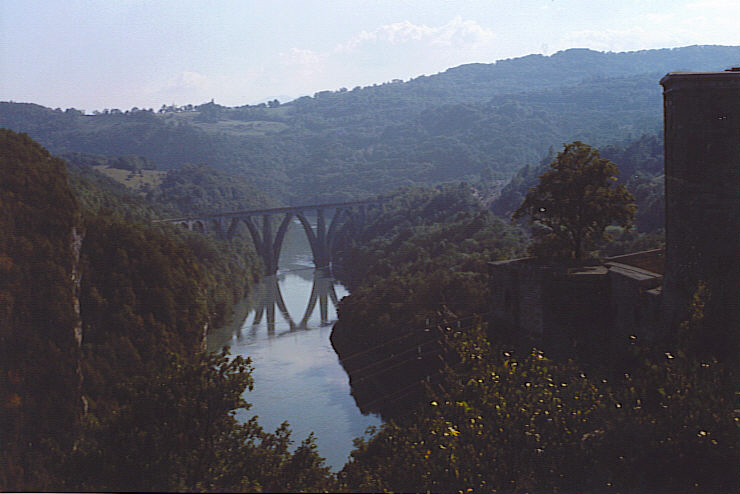
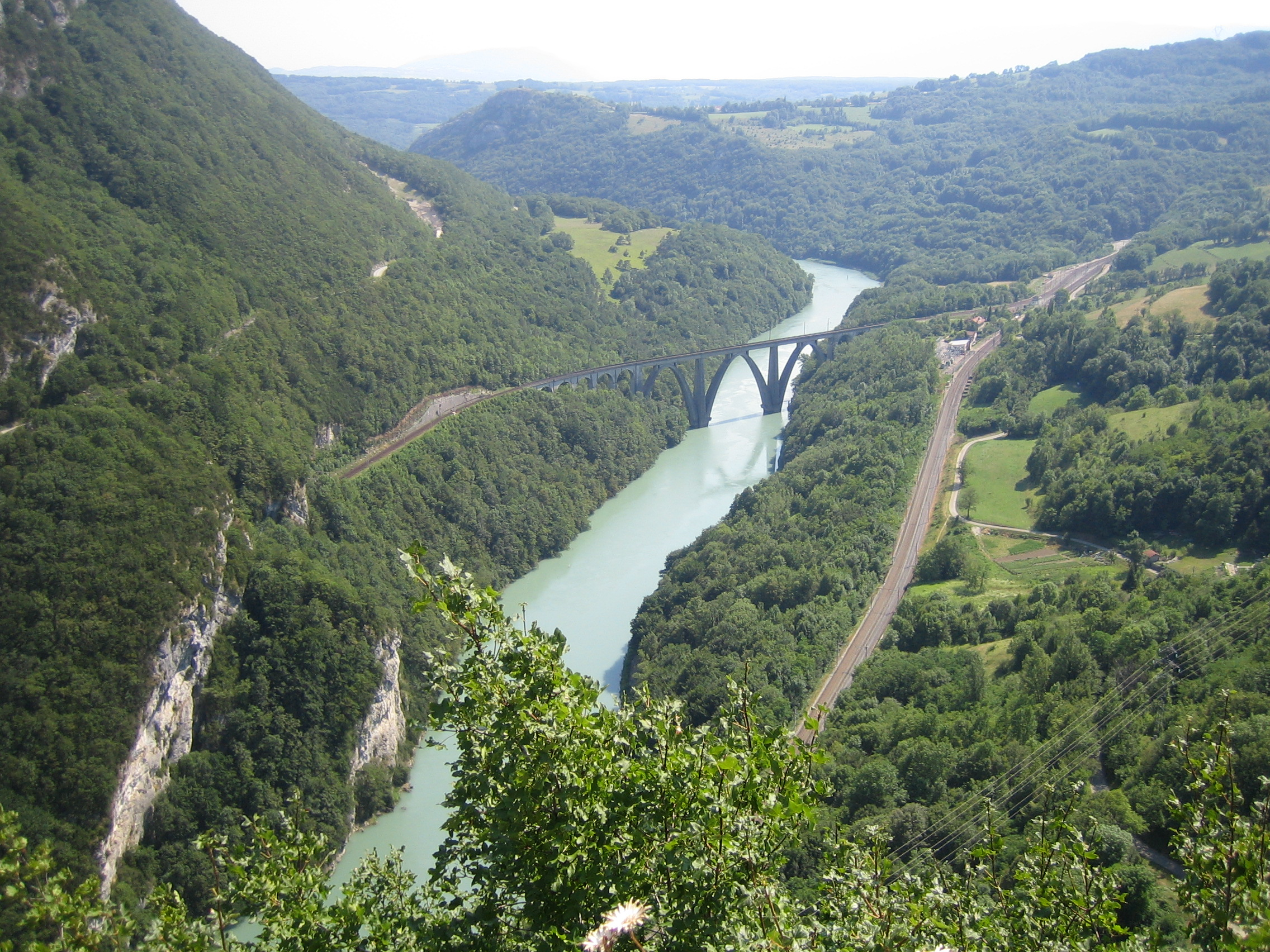
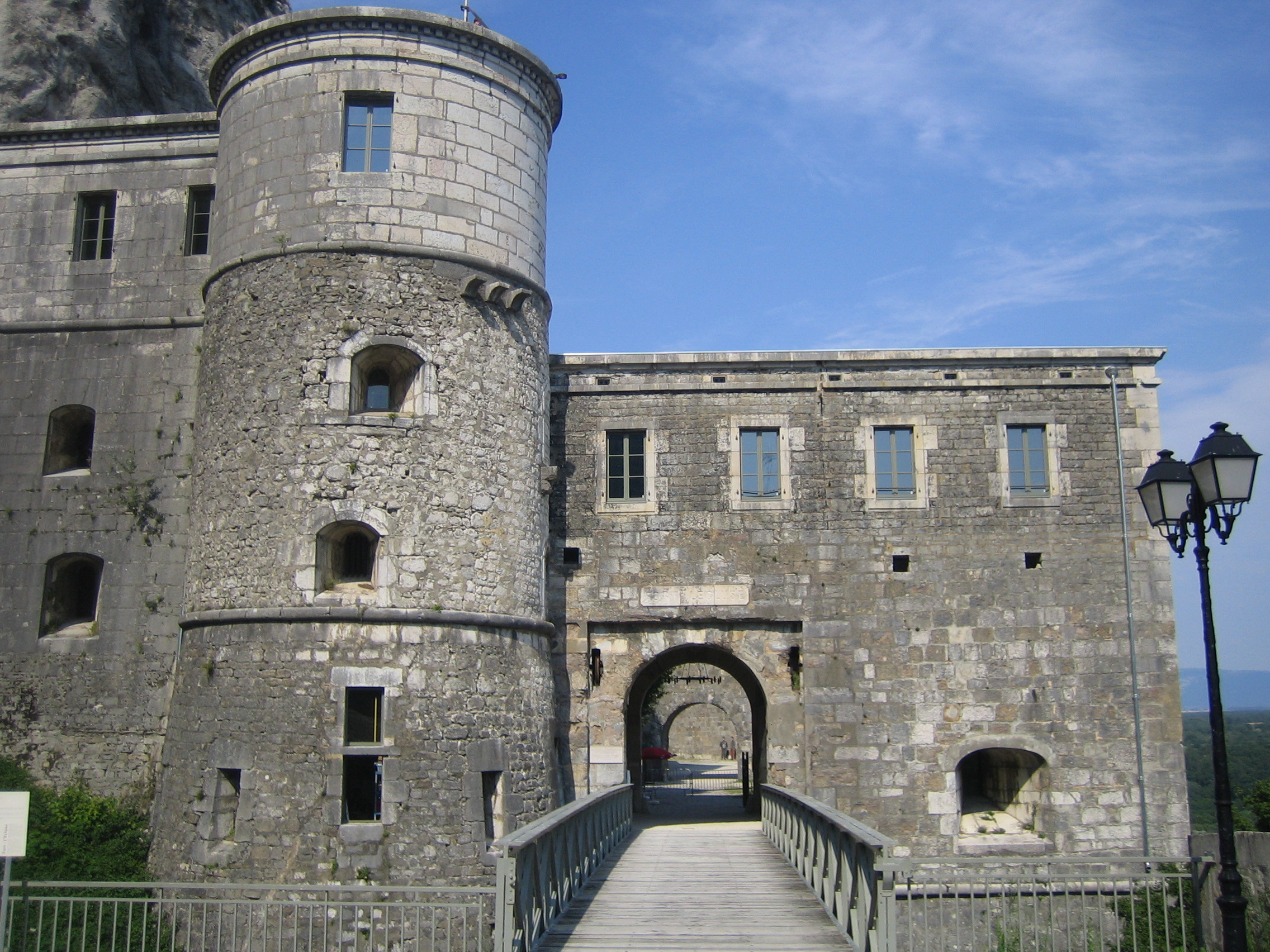
المدخل الرئيسي للحصن الأسفل
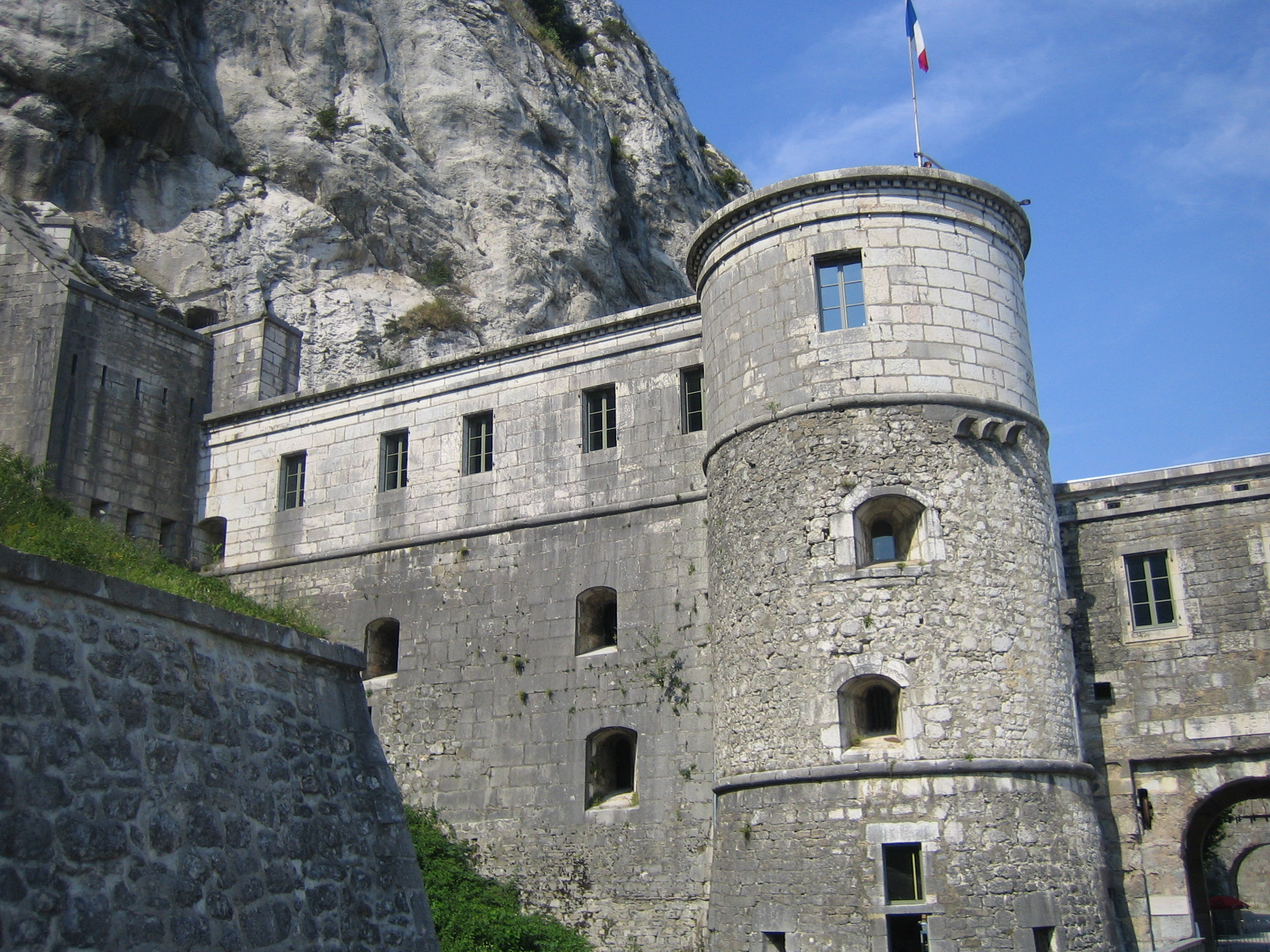
البرج بجوار المدخل الرئيس
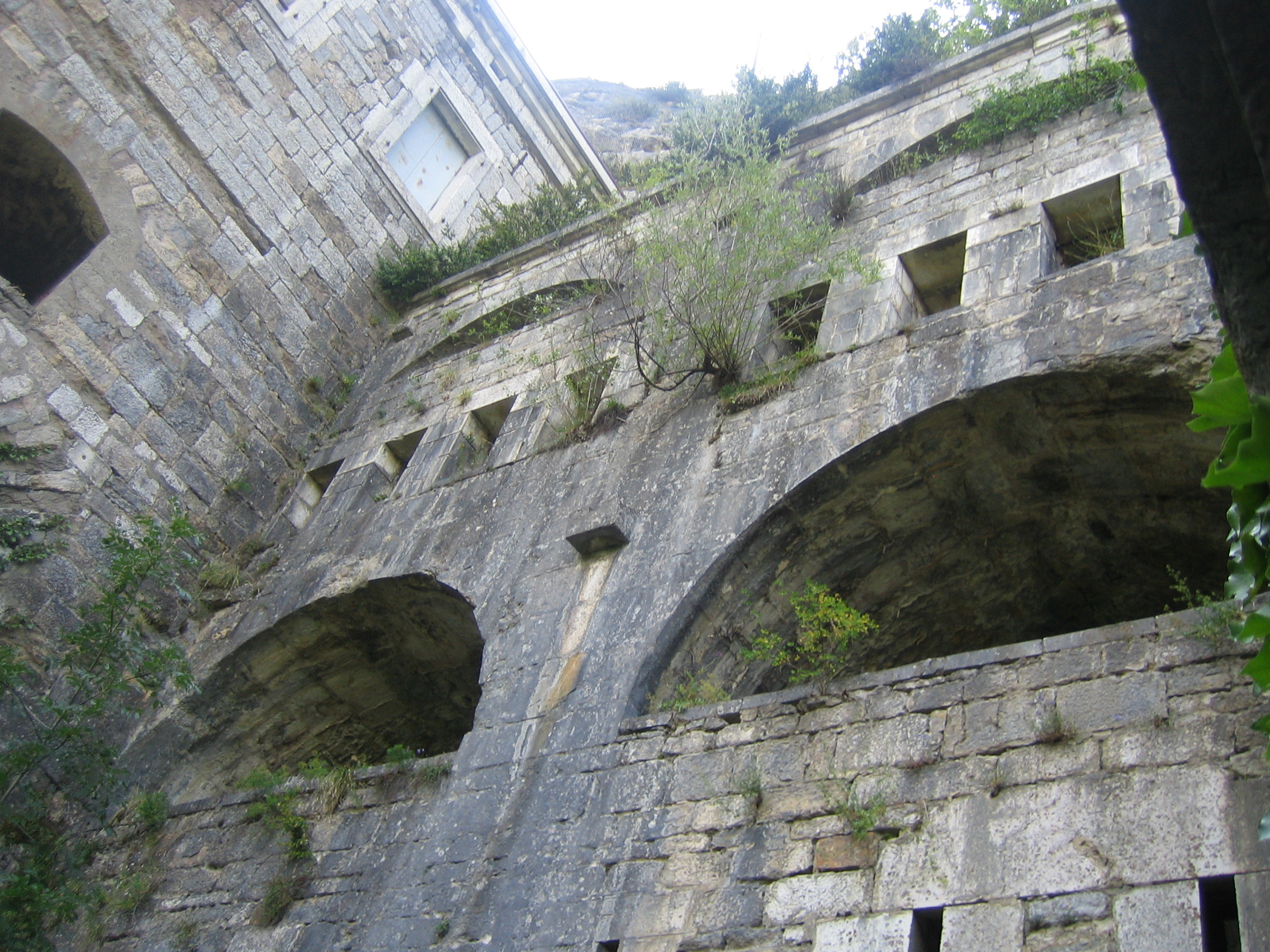
التحصينات الشرقية السفلى للحصن.
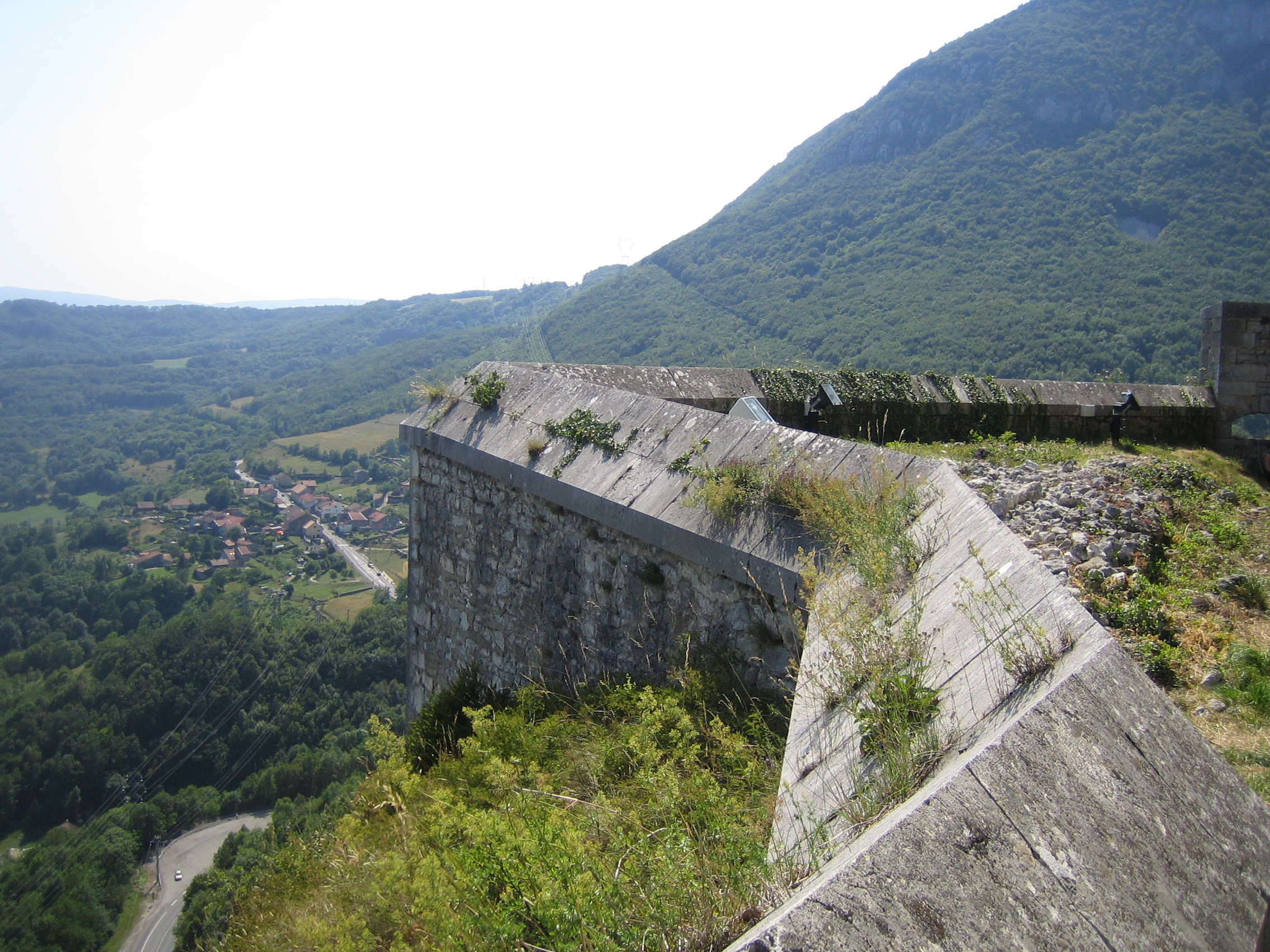
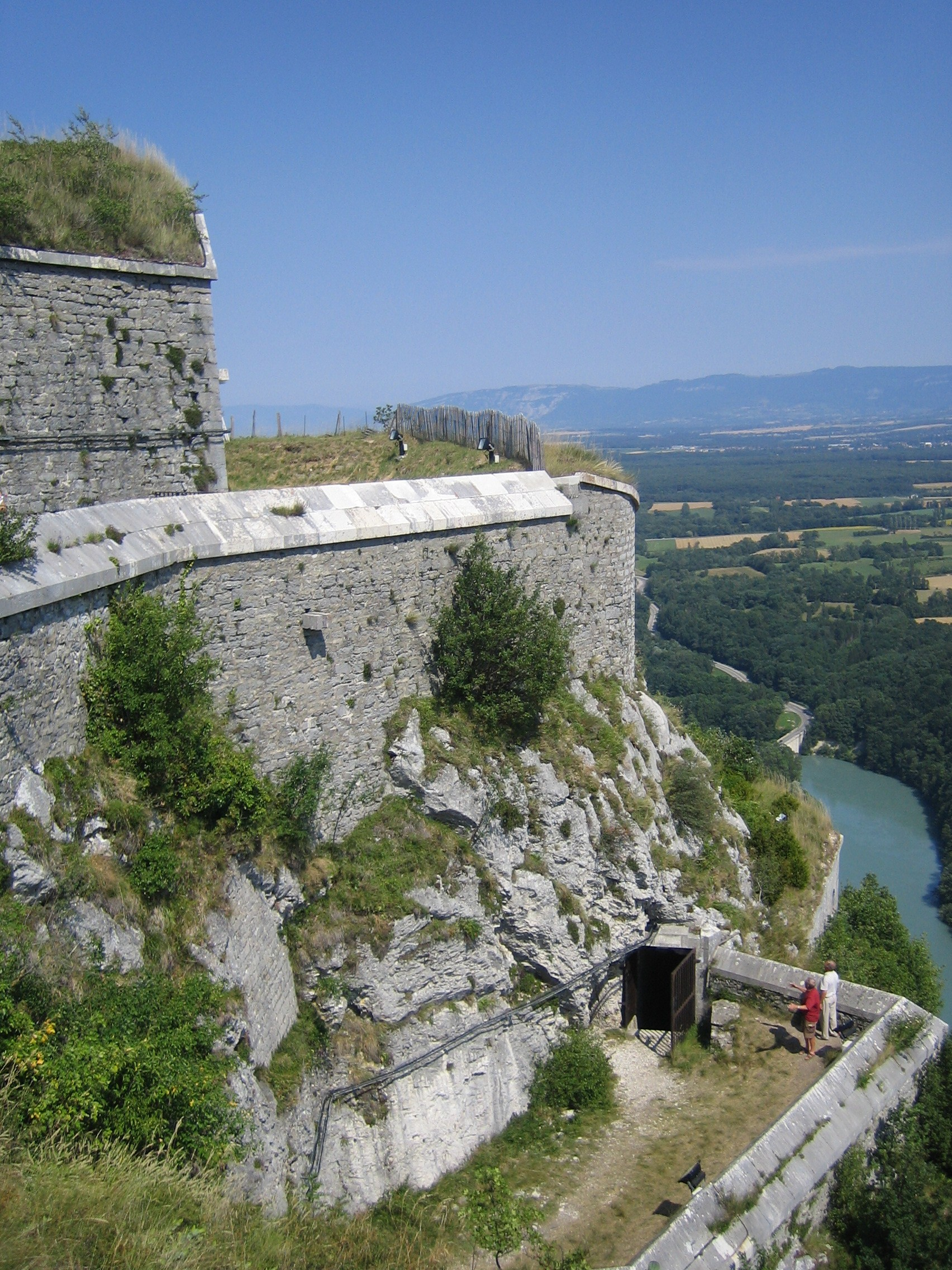
النظر شرقا من أعلى الحصن.
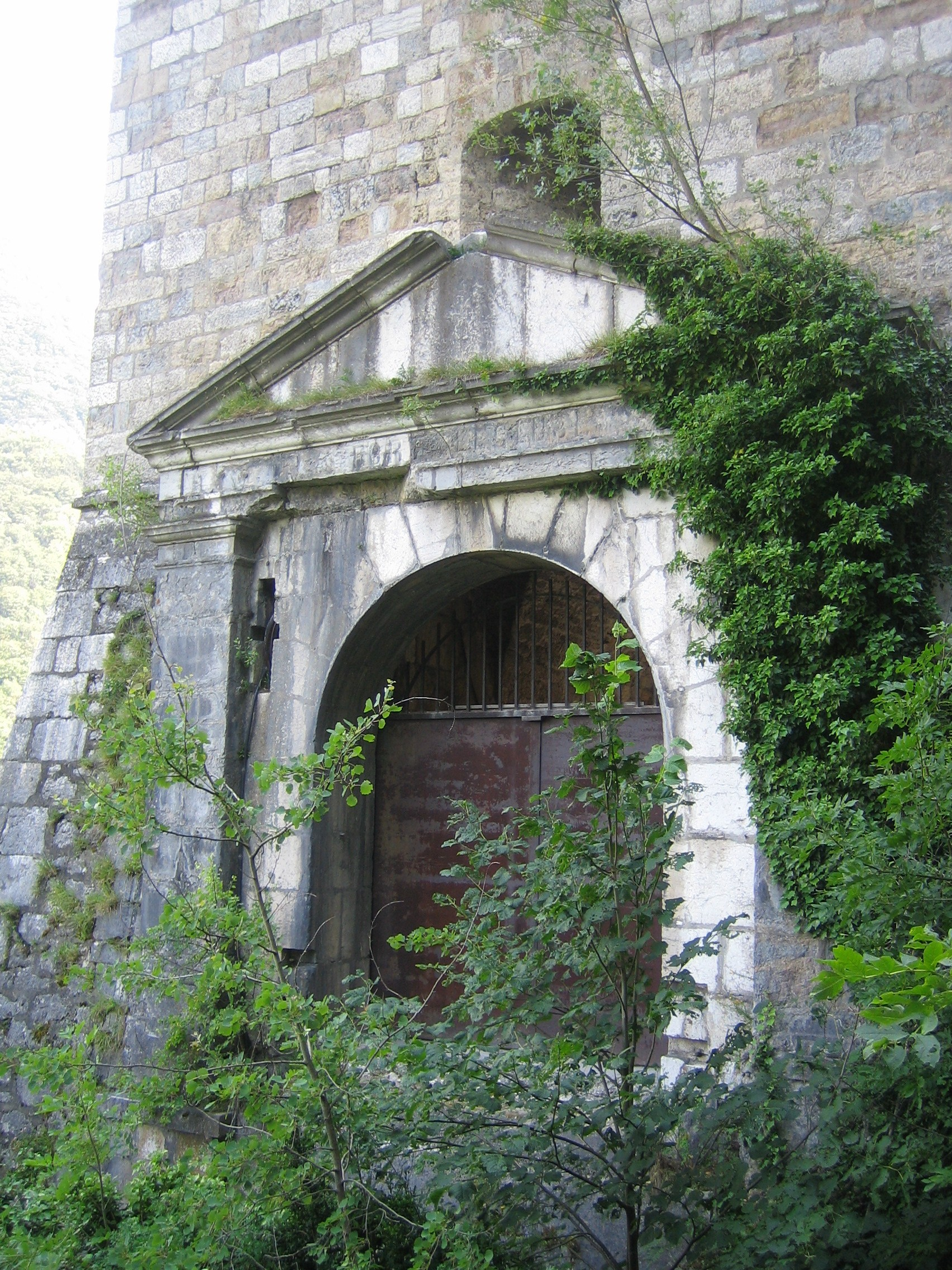
المدخل الشرقي السابق للحصن الأسفل.
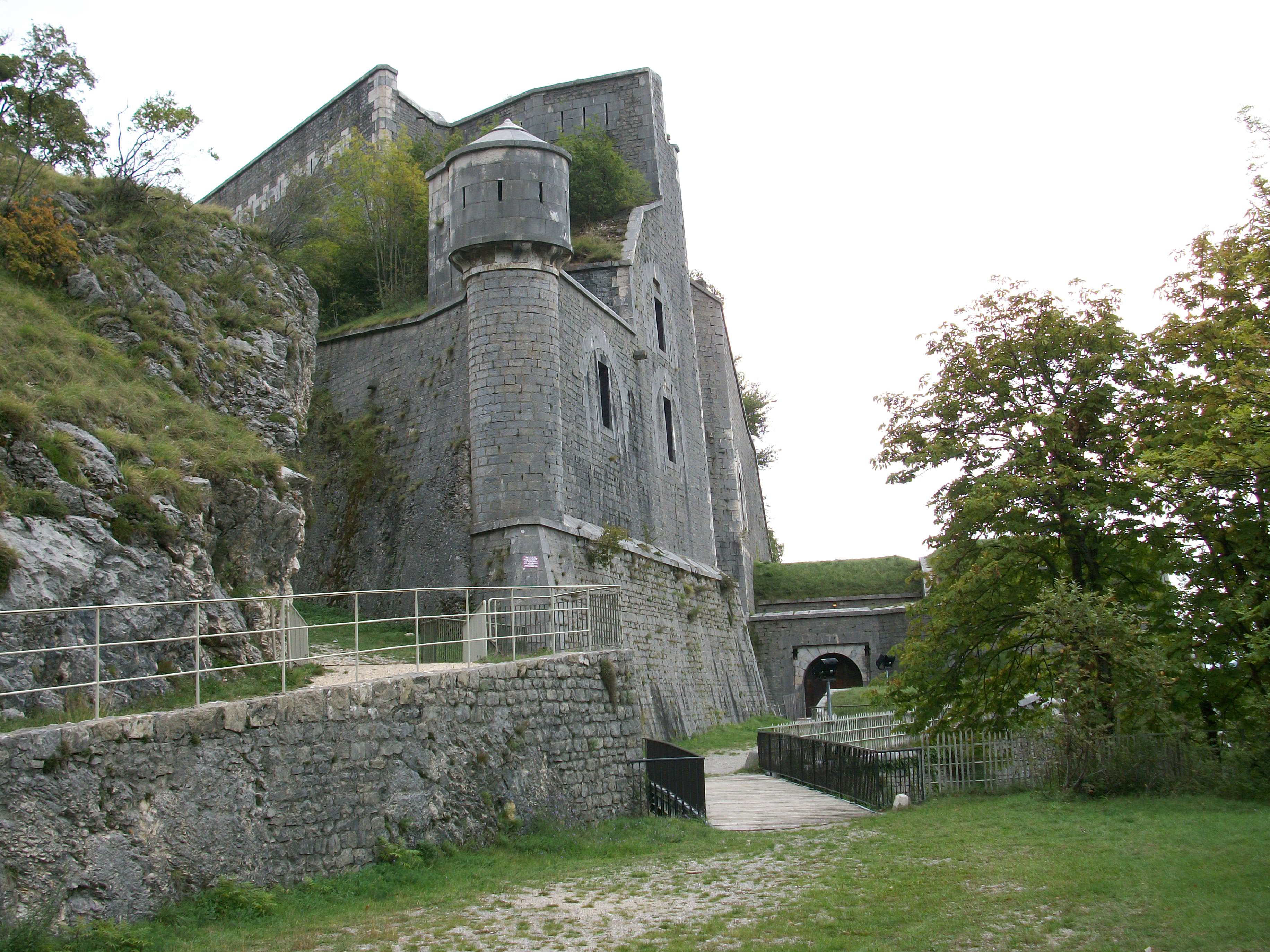
الحصن العلوي.
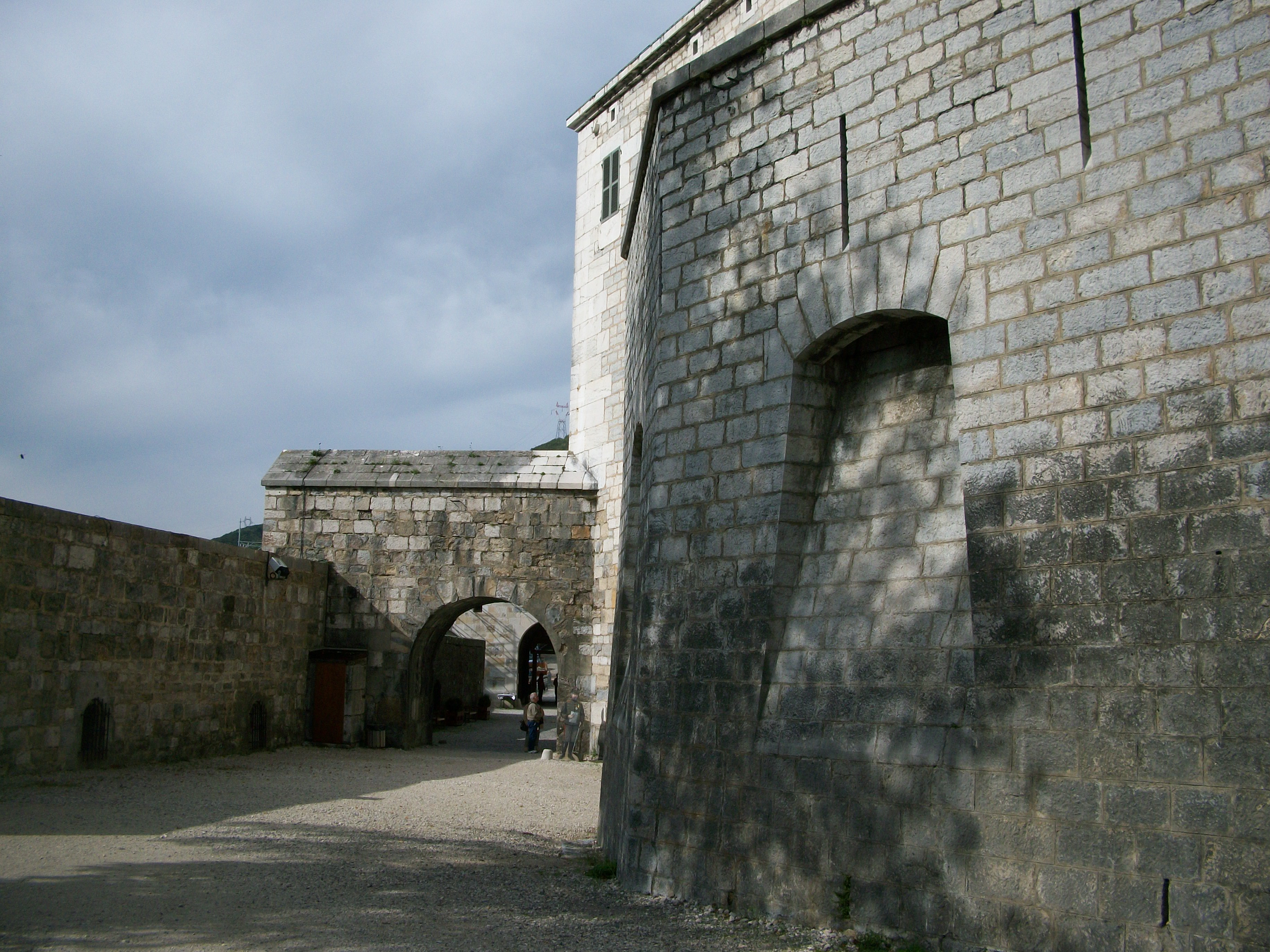
طريق دخول الحصن الأعلى
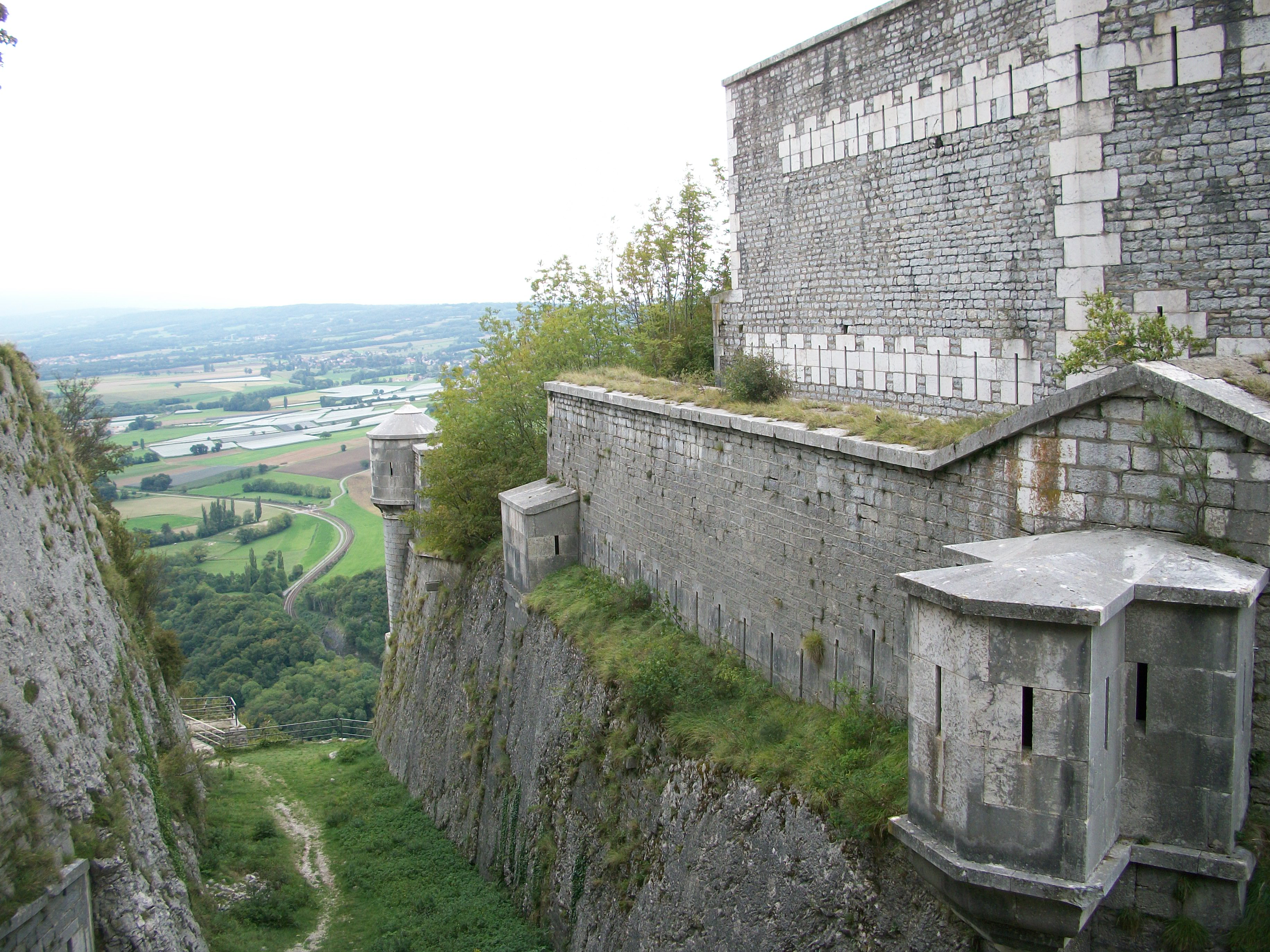
الجزء الخلفي من الحصن الأعلى
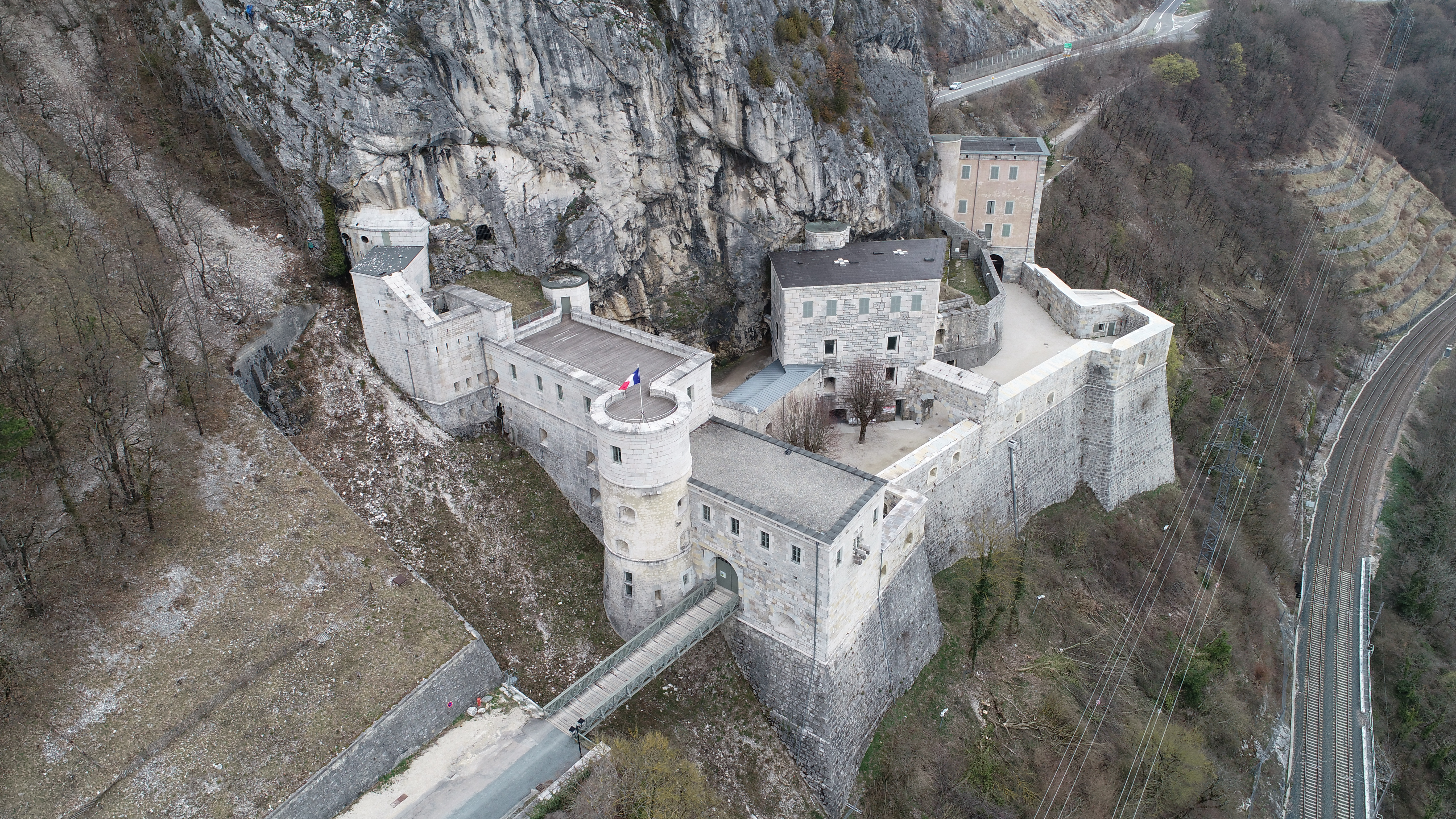
منظر جوي للحصن الأسفل.